# 汤普森 (艾奥瓦州)
湯普森（英語：Thompson）是一個位於美國愛荷華州溫納貝戈縣的城市。

## 地理
湯普森的座標為43°22′10″N 93°46′18″W / 43.36944°N 93.77167°W，而該地的平均海拔高度為387米（即1270英尺）。

## 人口
根據2010年美國人口普查的數據，湯普森的面積為2.28平方千米，當中陸地面積為2.28平方千米，而水域面積為0.00平方千米。當地共有人口502人，而人口密度為每平方千米220人。